# Nongong-eup
Nongong-eup (koreanska: 논공읍) är en köping i landskommunen Dalseong-gun i provinsen Daegu, i den centrala delen av Sydkorea, 240 km sydost om huvudstaden Seoul.